# Prix Albert-Tessier

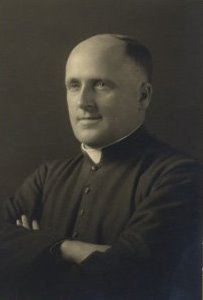
Albert Tessier

Prix Albert-Tessier é um prêmio cedido pelo governo do Quebec e é parte do Prix du Québec, dado a pessoas que se destacaram no cinema. O nome do prêmio é uma homenagem a Albert Tessier.

## Vencedores
- 1980 - Arthur Lamothe
- 1981 - Pierre Lamy
- 1982 - Norman McLaren
- 1983 - Maurice Blackburn
- 1984 - Claude Jutra
- 1985 - Gilles Groulx
- 1986 - Michel Brault
- 1987 - Rock Demers
- 1988 - Anne-Claire Poirier
- 1989 - Denys Arcand
- 1990 - Gilles Carle
- 1991 - Frédéric Back
- 1992 - Jean-Claude Labrecque
- 1993 - Francis Mankiewicz
- 1994 - Pierre Perrault
- 1995 - Jean-Pierre Lefebvre
- 1996 - Jacques Giraldeau
- 1997 - Colin Low
- 1998 - Georges Dufaux
- 1999 - Roger Frappier
- 2000 - Micheline Lanctôt
- 2001 - René Jodoin
- 2002 - Robert Daudelin
- 2003 - André Forcier
- 2004 - Pierre Hébert
- 2005 - Fernand Dansereau
- 2006 - Léa Pool
- 2007 - Pierre Mignot
- 2008 - Jacques Leduc
- 2009 - Paule Baillargeon
- 2010 - Werner Nold
- 2011 - Marcel Carrière
- 2012 - André Melançon
- 2013 - Robert Morin
- 2014 - Manon Barbeau
- 2015 - Martin Duckworth
- 2016 - Alanis Obomsawin